# 정훈 (작곡가)
정훈(1975년 12월 16일 -)는 대한민국의 작곡가이자 프로듀서이다. 케이와이미디어에 소속되어 있다.

## 활동 이력
- 2007년 5월 : 그룹 '파인애플' 3집 프로듀서
- 2008년 7월 : 그룹 '파인애플' 4집 프로듀서
- 더 원, 쿨 등의 음반에 편곡가로 참여
- A-TOM 1집, 클레오 3집 앨범 건반 세션
- 신화 5집 건반 세션
- 기타 방송음악, 광고음악 등 작곡

## 수상 경력
- 2006년 디지털 문화 콘텐츠공모전 장려상(무애가)
- 2006년 파인토피아봉화 플래시애니메이션공모전 대상
- 2007년 해양경찰청 웹디자인공모전 대상
- 2007년 도로교통공단 홍보작품 공모전 플래시부분 최우수상
- 2007년 파인토피아봉화 플래시 애니메이션 공모전 대상(봉화에서 만나요)
- 2008년 120다산콜센터 UCC공모전 대상
- 2008년 문화유산 디지털콘텐츠공모전 보물상
- 2009년 한국전통소리문화 UCC 콘테스트 우수상
- 2009년 제2회 달려라 서울메트로 UCC공모전 우수상